# Karnation
Karnation, av latinets caro (kött), är en beteckning för människans hudfärg i bildkonsten, främst i måleriet.